# 카나리아 ~이 구상을 노래에 실어∼
「카나리아 ~이 구상을 노래에 실어∼」는 2000년 8월 4일에 프런트 윙에서 발매된 18금 연애 어드벤처 게임이다. NEC 인터 채널보다 2001년 8월 23일에 드림 캐스트판이 발매되었고 2003년 4월 10일에는 플레이 스테이션 2판이 발매되었다. 그리고 드림 캐스트판의 발매와 동년의 11월 22일에, 첫회판의 특전인 비주얼 팬 북등을 1매의 CD-ROM에 거둔 덤디스크를 붙인 통상판+이 프런트 윙에서 발매되었다.

## 스토리
부모님의 일의 사정으로 카가와현 코토히라에 이사해 온 주인공은 코토히라 학원에 전입한 그는 경음악부에 들어가, 개성 풍부한 동료와 함께 학원제의 라이브를 목표로 한다.

## 캐릭터
호즈미 요헤이(일본어: 八朔洋平)
주인공. 코토히라 학원에 전입한다.
성우 - 마츠노 타이키(CD드라마, OVA만)
사에키 아야나(일본어: 佐伯綾菜)
경음악부에서는 기타를 담당하는 클래스메이트. 오빠가 있었지만 이미 타계하고 있다.
성우 - 만나카 유키코
카타기리 미카(일본어: 片桐美香)
주인공의 클래스메이트. 드럼 담당.우동가게의 인기 여성. 아야나와 같이, 두뇌 명석.
성우 - 카나이 미카
신죠 치아키(일본어: 新城千秋)
주인공의 사촌. 코토히라 학원의 OG로, 경음악부에 소속해 있었다. 상냥하고 품위있는 여성.
声 - 스미토모 유코
호즈미 에리(일본어: 八朔絵理)
코토히라 학원에 편입한다. 피아노 연주에 뛰어난다. 밝고 건강. 덧붙여 피의 연결이 없다고 하는 것은 엔딩 직전까지 밝혀지지 않는다.
성우 - 코오로기 사토미
치가사키 메구미(일본어: 茅ヶ崎めぐみ)
자기중심적인 사고를 가지는 아이돌. 그라비아 촬영중의 싸움이 원으로 촬영 현장을 도망간다.
성우 - 유키노 사츠키
호시노 마이(일본어: 星野麻衣)
주인공의 후배.연극부 소속. 컨슈머판 추가 캐릭터. 오름증.
성우 - 사이토 치와
야나기 세나(일본어: 矢萩せな)
클래스 담임의 딸. 4세에 있는 것에도 불구하고, 독설도 토한다.
성우 - 니시하라 쿠미코
스기야마 료타(일본어: 杉山良太)
절의 주직의 아들이기도 한 클래스 메이트. 경음악부에서는 베이시스트.
성우 - 타카하시 아키오
사와사키 쥰(일본어: 澤崎純)
경음악부 부장.
성우 - 카자마 유토
신죠 야스오(일본어: 新城康夫)
숙부로, 악기점(CD숍 및 렌탈 스튜디오도 있다)"신성 악기"의 점장.
성우 - 하라사와 코우키
야나기 유지(일본어: 矢萩祐治)
주인공의 클래스의 담임.
성우 - 하라사와 코우키
오토와 마도카(일본어: 音羽まどか)
OVA판에만 등장한다. 칸논지시 시장. 이전에는 전설의 락 밴드의 키보드였다고 한다.
声 - 호리에 유이
오토와 카에데(일본어: 音羽かえで)
드라마 CD판에만 등장, 해외에서 귀국한 연극부의 진정한 부장. 마이 루트에 등장하는 마이의 동경의 부장과는 딴사람.
성우 - 호리에 유이

## 스탭
- 시나리오：쿠와시마 요시카즈·야마구치 노보루·타케우치 코우타(가정용 추가분)·쿠와바라 후미히코(가정용 추가분)
- 원화：카타쿠라 신지
- 음악：리버사이드 뮤직
- PC판 보컬곡
  - OP 「카나리아」
    - 작사：쿠와시마 요시카즈/작 편곡：우에마츠범강/보컬：사쿠라이 마이코

  - 사에키 아야나ED 「쉴드」
    - 작사：쿠와시마 요시카즈/작 편곡：우에마츠범강/보컬：사토 히로미

  - 카타기리 미카ED 「나니카」
    - 작사：쿠와시마 요시카즈/작 편곡：카와베건굉/보컬：NORI

  - 팔삭회리ED 「리트르포티즈스잉」
    - 작사：야마그치노볼/작 편곡：우에마츠범강/보컬：아리사토아

  - 신죠 치아키ED 「망설임 속에서」
    - 작사：Nima/작 편곡：claPscrap/보컬：???

  - 치가사키 은혜 ED 「All of things for you」
    - 작사：야마그치노볼/작 편곡：claPscrap/보컬：미니-
- 가정용 보컬곡
  - OP 「DOOR」
    - 작사：쿠와시마 요시카즈/작곡：카와베건굉/보컬：Funta

  - 사에키 아야나ED 「사인」
    - 작사：쿠와시마 요시카즈/작곡：쿠도우 히로시악/보컬：사토 히로미

  - 카타기리 미카ED 「노나카니」
    - 작사：쿠와시마 요시카즈/작곡：우에마츠범강/보컬：Nori

  - 팔삭회리ED 「I LOVE YOU」
    - 작사：쿠와시마 요시카즈/작곡：우에마츠범강/보컬：YURIA

  - 신죠 치아키ED 「멜로디」
    - 작사：쿠와시마 요시카즈/작곡：토우마인/보컬：미마을

  - 치가사키 은혜 ED 「Egoistic Kitty」
    - 작사：bamboo(milktub)/작곡：카와베건굉/보컬：YOKO

  - 호시노 마이ED 「화이트 노트」
    - 작사：쿠와시마 요시카즈/작곡：우에마츠범강/보컬：문전 미와

  - 화살하기 등ED 「카나리아」
    - 작사：쿠와시마 요시카즈/작곡：우에마츠범강/보컬：사쿠라이 마이코

  - 배드 ED 「카나리아(mika mix)」
    - 작사：쿠와시마 요시카즈/작곡：우에마츠범강/보컬：Nori